# Tamisiocaris
A Tamisiocaris a Dinocaridida osztályának Radiodonta rendjébe, ezen belül a Tamisiocarididae családjába tartozó névadó típusnem. Korábban az Anomalocarididae családba volt besorolva.
A kambriumi robbanásnak nevezett periódusban élt több hasonló kezdetleges ízeltlábúval. Kiemelkedően nagy méretű az ismert kortársak között, mintegy 70 centiméteres testhosszt ért el, bár a hozzá hasonló Anomalocaris 1 méteres hossza mögött elmarad. Grönland északi részén tárták fel első példányait. Típusfajának a Tamisiocaris borealis fajnevet adták.

## Felépítése
A Tamisiocaris leletei igen hasonlóak az Anomalocarishoz. A primitív ízeltlábúakra jellemző, szelvényezett háti kitinpáncél és az abból szelvényenként kinyúló ízelt lábak maradványai körül a puha testrészeket jelző lenyomatok vannak. Ebből sokan arra következtetnek, hogy a lábakat úszóhártya kötötte össze, és nagy, lapos tányérként lebegett a vízben. A fejrészt egyetlen nagy páncél borította, amelyen a kor viszonyaihoz képest nagy összetett szem ült.

## Életmódja
Aktív úszó és lebegő életmódot folytatott, ellentétben a kortárs iszaplakó trilobitákkal. A Tamisiocarist ragadozóként írták le, mint az Anomalocarist. Ezt a feltevést a nagy szem is megerősítette, azonban szájszervének részletei még ismeretlenek. A 2009-es és 2011-es leletek jobb megtartású példányai alapján a Bristoli Egyetem „Nature”-ban közzétett tanulmánya szerint viszont a száj környéki hatalmas, speciális függelékeket planktonikus szervezetek szűrésére használta. Ezeken a leleteken ugyanis kimutatható, hogy a kettős függelékek apróbb nyúlványokat viseltek, és minden felület finom sörtékkel borított. Egy tüskés halászhálóra emlékeztet a szerkezete. A nem névadása már ezek ismeretében történt, a latin tamisium jelentése szűrő, rosta.
Az elméletek szerint a Tamisiocaris őse egy korábbi csúcsragadozó faj volt, amely betöltötte a korabeli állatvilágban még ismeretlen planktonszűrő életmód hiányában keletkező ökológiai rést. Az egyes példányokon a függelékek hossza változó, ami a kezdeti differenciálódásra, a fajképződés folyamatára utal. Kérdéses még, hogy a visszahajló, kosárként működő függelékekből hogyan továbbította az élelmet a szájszervébe, a modellezés szerint ugyanis ezek nem képesek közvetlenül oda juttatni azt. Ennek megállapításához további leletek szükségesek, amelyeknél a szájszerv jobb állapotban tanulmányozható.